# New Born
New Born är en låt av det engelska rockbandet Muse, och är den andra singeln från deras andra album Origin of Symmetry. Enligt sångaren Matthew Bellamy så handlar låten om evolutionen av teknologin idag och hur den egentligen förstör mänskligheten.
Christoffer Wolstenholme, basisten i bandet, har sagt att detta är bandets favorit låt från albumet för att den visar deras kreativa sida, plus att det är en bra livelåt.